# 麥卡羅爾峰

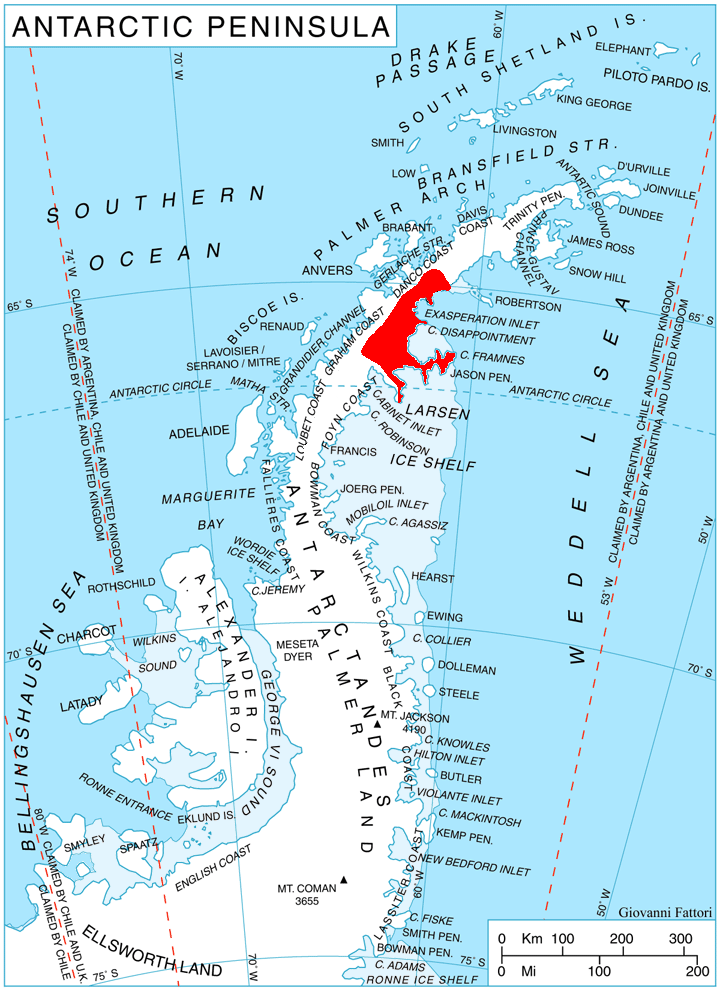

66°3′S 62°46′W / 66.050°S 62.767°W
麥卡羅爾峰（英語：McCarroll Peak）是南極洲的山峰，位於葛拉漢地東岸，海拔高度1,105米，由奧托·努登舍爾德率領的瑞典探險隊發現，現時由南極條約體系管理。